# Paul Troubetzkoy
Le prince Paul Troubetzkoy (en russe : Павел Петрович Трубецкой, Pavel Petrovitch Troubetskoï), né le 15 février 1866 à Intra (près du lac Majeur en Italie) et mort le 12 février 1938 à Pallanza (actuellement Verbania), est un sculpteur russe. Il est surnommé le « Rodin russe »
,
.

## Biographie
Paul Troubetzkoy est le fils du prince Pierre Troubetzkoy, diplomate russe, et de la pianiste américaine Ada Winans. Il se forme dans les ateliers de Giuseppe Grandi à Milan. Il fréquente les ateliers de sculpteurs, voyage en Russie et à Paris où il rencontre Auguste Rodin.
Il expose pour la première fois à l'Accademia di Brera en 1886 en y envoyant une statuette de cheval. Il expose ensuite aux États-Unis. Il sculpte les enfants de son cousin Sergueï Troubetskoï chez qui il passe ses vacances d'été en 1895 au château d'Ouzkoïe. À Milan, dans les années 1890-1894, il est l'ami de l'ébéniste Carlo Bugatti et contribue à inspirer les débuts du sculpteur animalier Rembrandt Bugatti.
En Italie, encore, il participe à des projets de monuments et, entre 1897 et 1906, il enseigne à Moscou à l'École de peinture. Il installe son atelier rue Gutenberg à Boulogne-sur-Seine, voisinant d'autres artistes comme Paul Landowski. En 1914, Troubetzkoy vit à Paris et sculpte des bustes : Anatole France, George Bernard Shaw, Rodin, Fédor Chaliapine, la princesse M. Gagarina.
Il exécute également des sculptures animalières. En 1911, il séjourne aux États-Unis, à Hollywood pendant la Première Guerre mondiale. En 1932, il se fixe en Italie à Pallanza au bord du lac Majeur, où il continue à œuvrer et à exposer.
Il exécute le Monument à Alexandre III qui soulève une grande polémique. Cette statue équestre est inaugurée en 1909, démontée en 1937, puis réérigée en 1990.
Il participe à de nombreuses expositions en Russie, en Europe : Sécession à Berlin, Salon d'automne à Paris, Venise, Dresde, Vienne, Rome.
Paul Troubetzkoy était végétarien.

Le peintre et graveur Anders Zorn l'a représenté travaillant à un buste dans une eau-forte de 1908 qui a figuré dans une vente aux enchères publiques à Paris les 13 et 14/12/2017 (reprod. coul. dans "La Gazette Drouot" n°42 du 1/12/2017, p 151)

## Œuvres dans les collections publiques
En Italie
- Milan, Galerie d'art moderne de Milan :
  - Francesco Filippini, 1895, bronze.

En France
- Paris, musée d'Orsay :
  - Comte Robert de Montesquiou[7], 1907, groupe en bronze ;
  - Madame Geltrude Aurnheimer ou Après le Bal, 1898, bronze ;
  - Léon Tolstoï montant son cheval “Délire”, 1899, bronze ;
- Rouen, musée des beaux-arts : Le Docteur Samuel Jean Pozzi[8], 1908, bronze.

En Russie
- Saint-Pétersbourg, musée Russe :
  - Isaac Levitan, 1899, statuette en bronze ;
  - La Princess M.N. Gagarina avec sa fille Marina, 1898, groupe en bronze ;
  - La Grande-duchesse Élisabeth Féodorovna, 1898, statuette en marbre ;
  - Enfants, 1900, groupe en bronze ;
  - Serge Witte avec son setter, 1901, groupe en bronze ;
  - Les Amis, 1901, groupe en bronze.

Œuvres de Paul Troubetzkoy
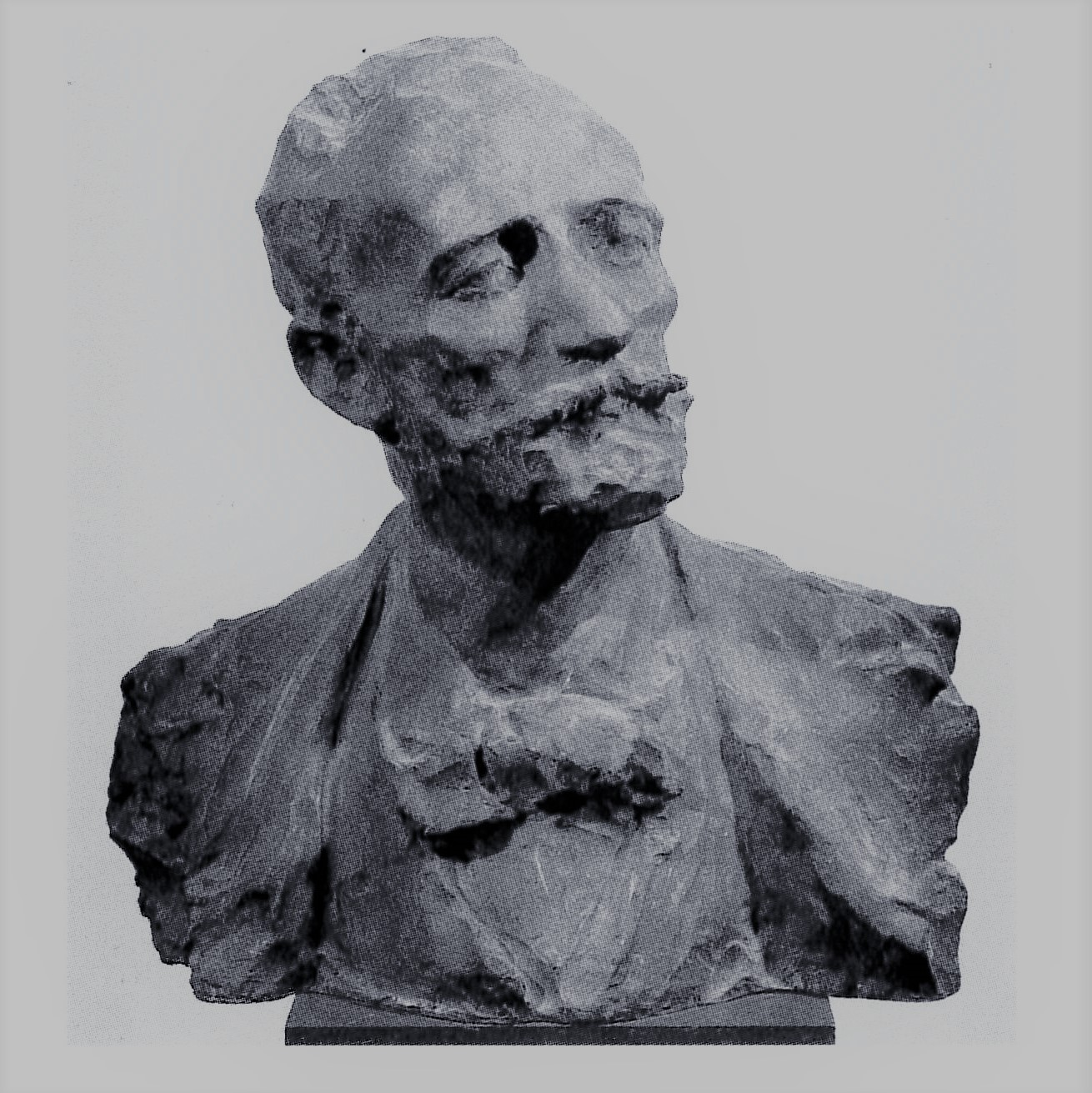
Buste de Francesco Filippini, 1895. Galerie d'art moderne de Milan.
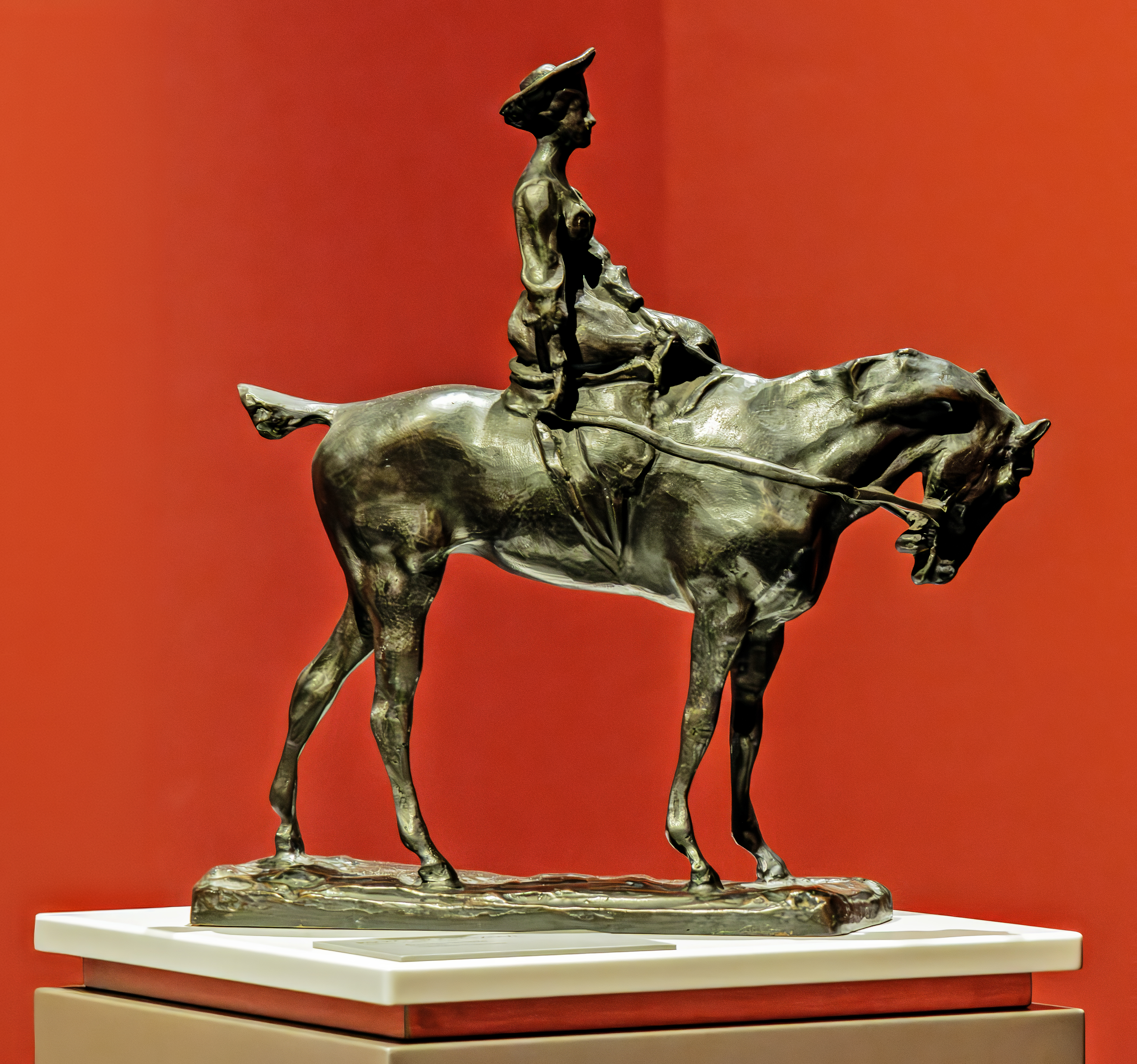
Amazone, Bronze de 1896
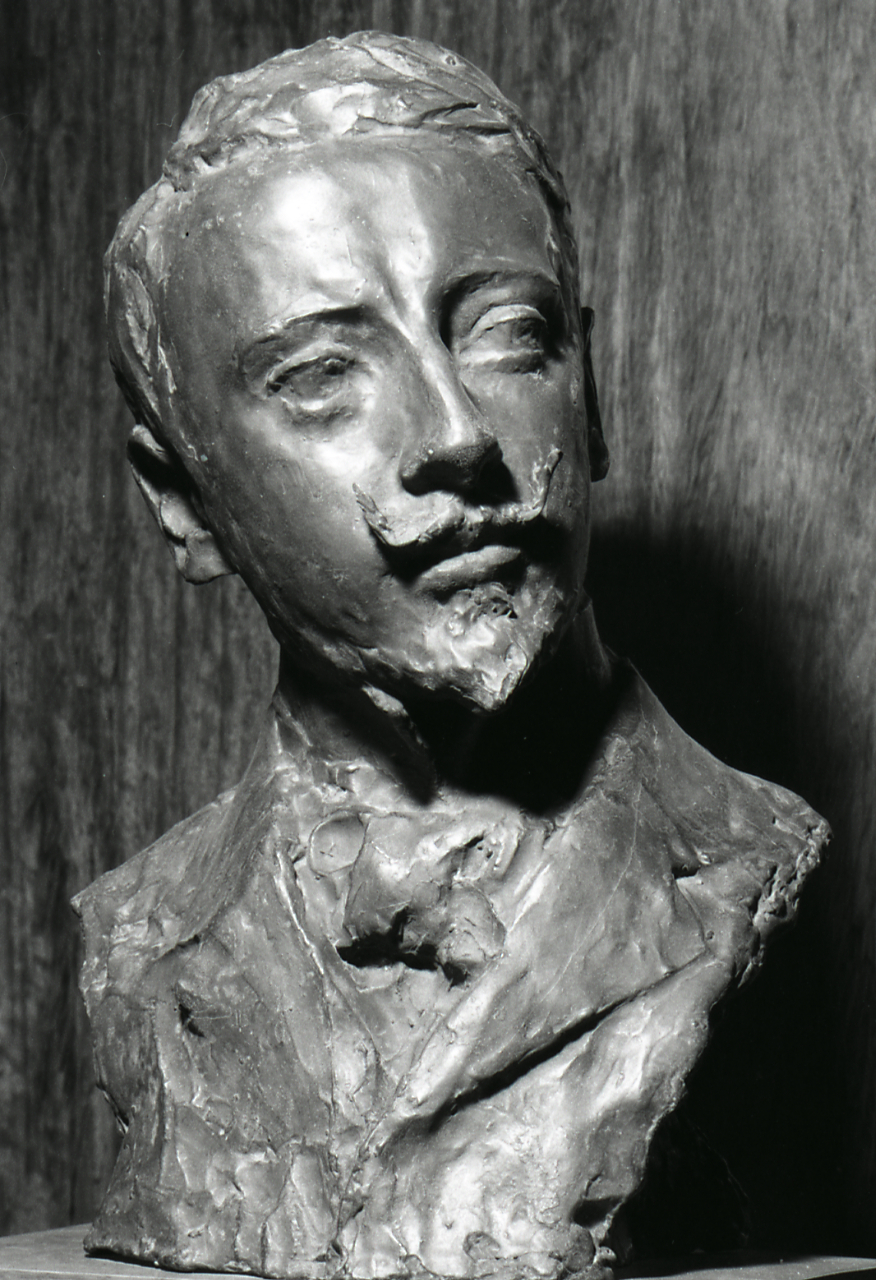
Buste de Gabriele D'Annunzio, 1892. Vittoriale degli italiani, Gardone Riviera. Photo par Paolo Monti, 1969.
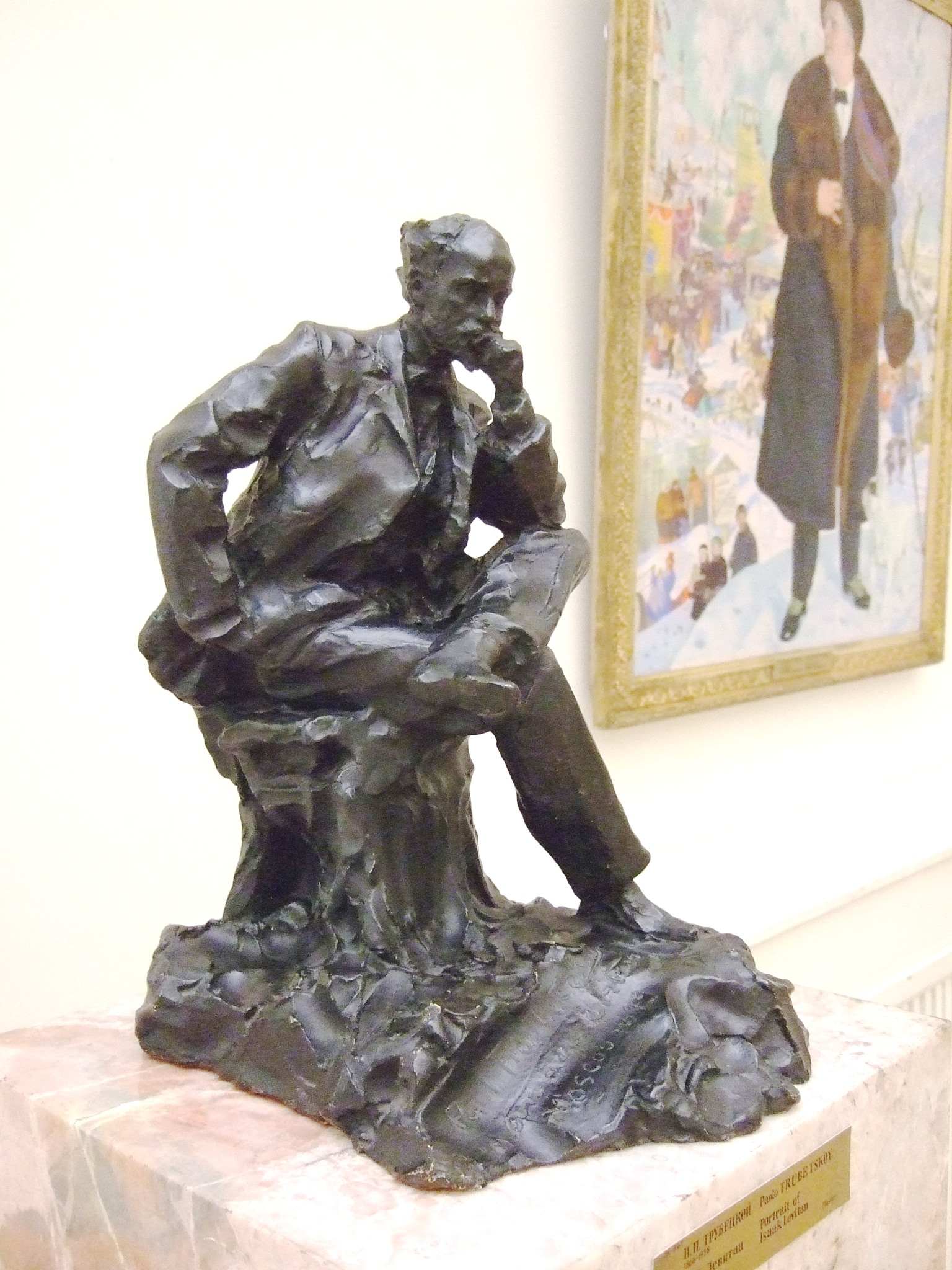
Isaac Levitan (1899), Saint-Pétersbourg, musée Russe.
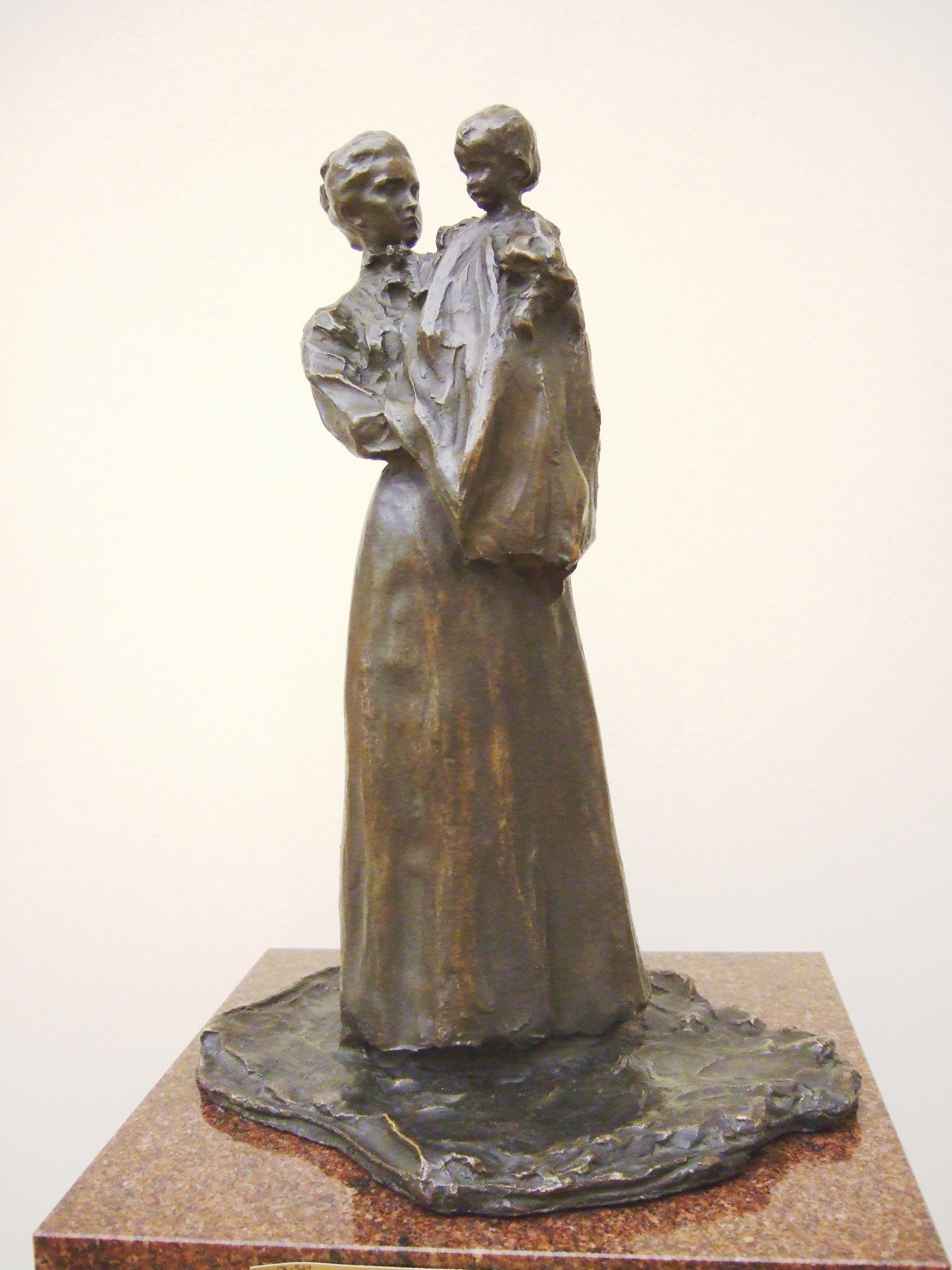
La Princesse M.N. Gagarina avec sa fille, Marina (1898)), Saint-Pétersbourg, musée Russe.
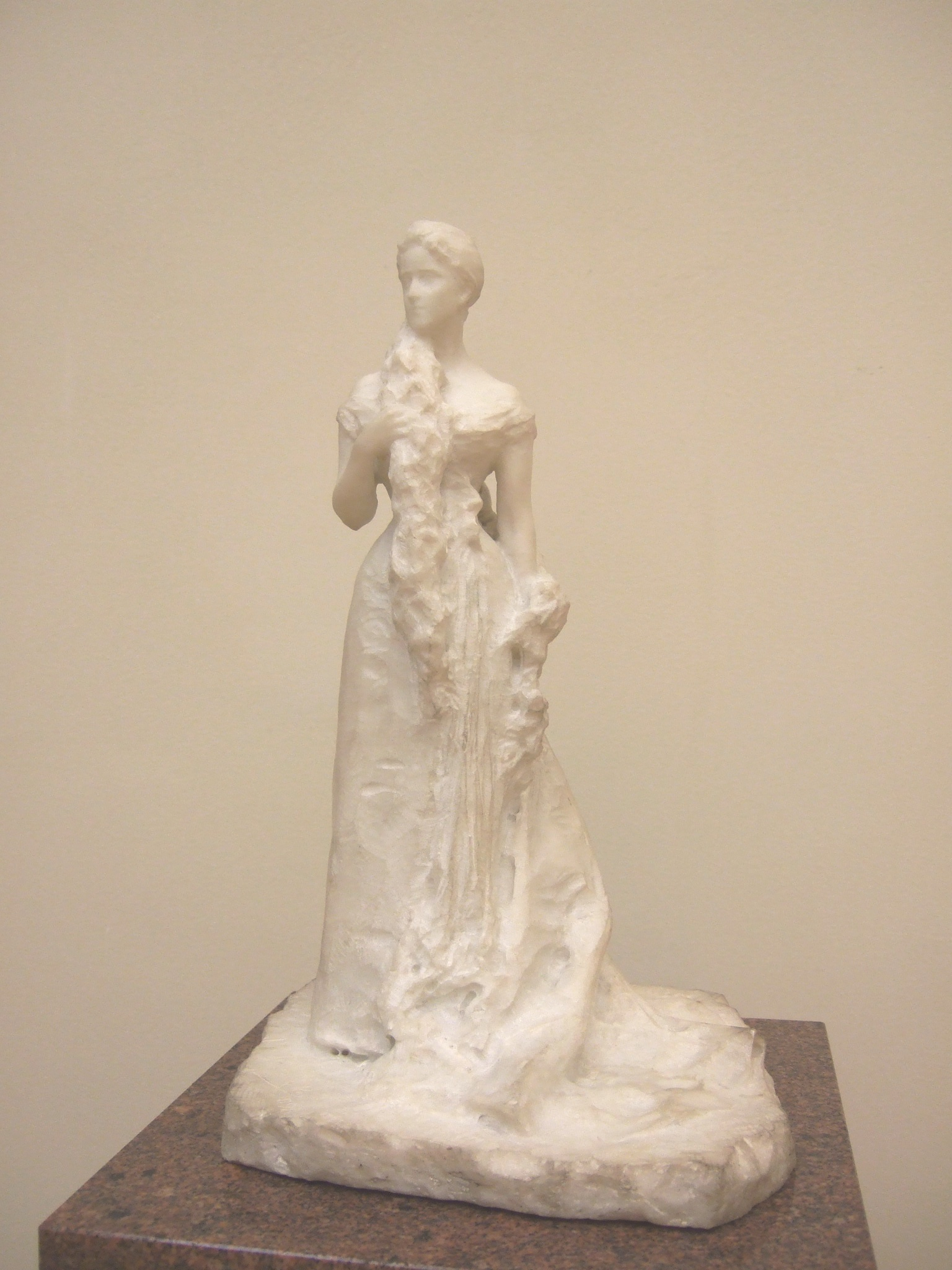
La Grande-duchesse Élisabeth Féodorovna (1899)), Saint-Pétersbourg, musée Russe.
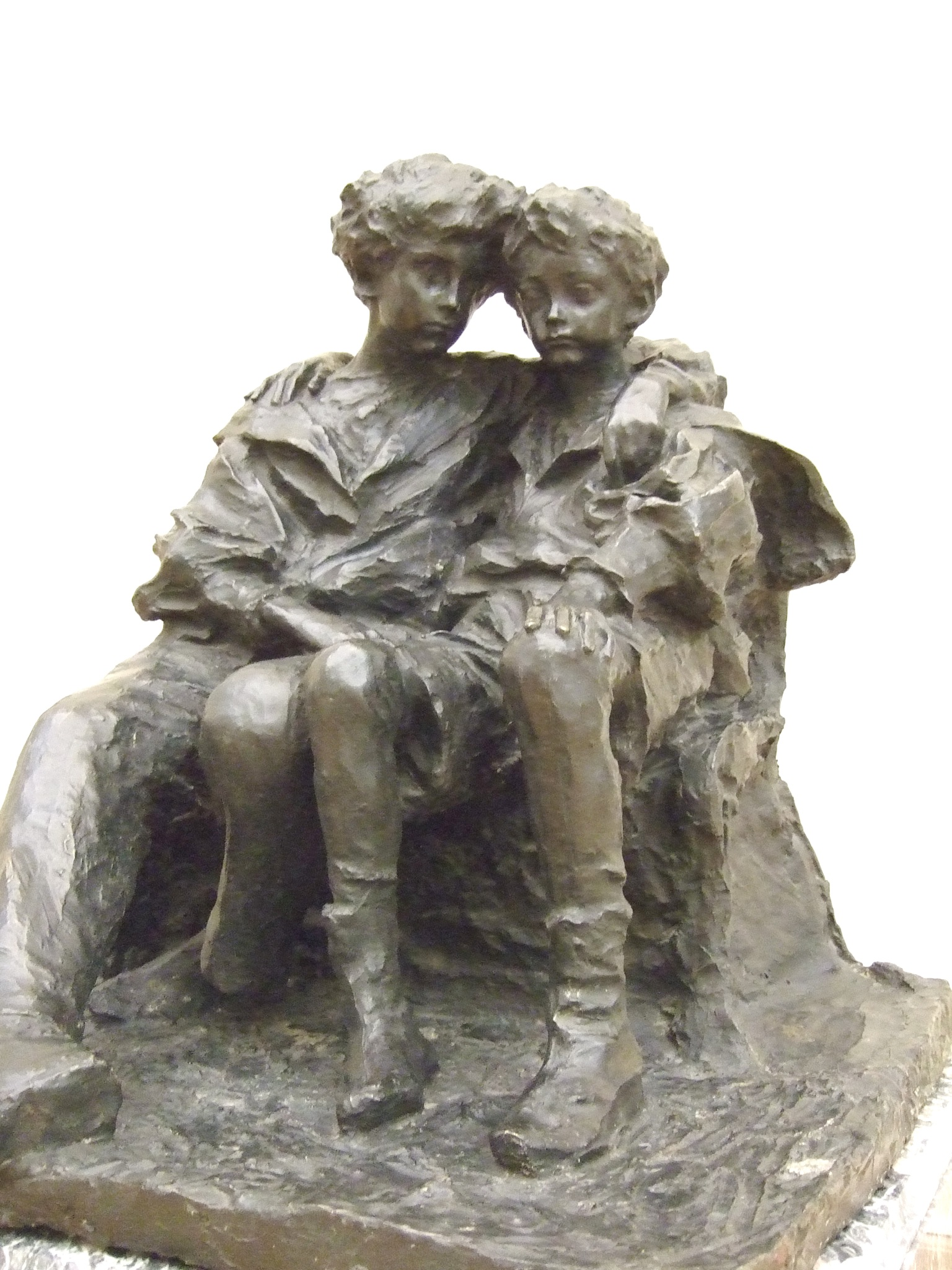
Enfants (1900), Saint-Pétersbourg, musée Russe.
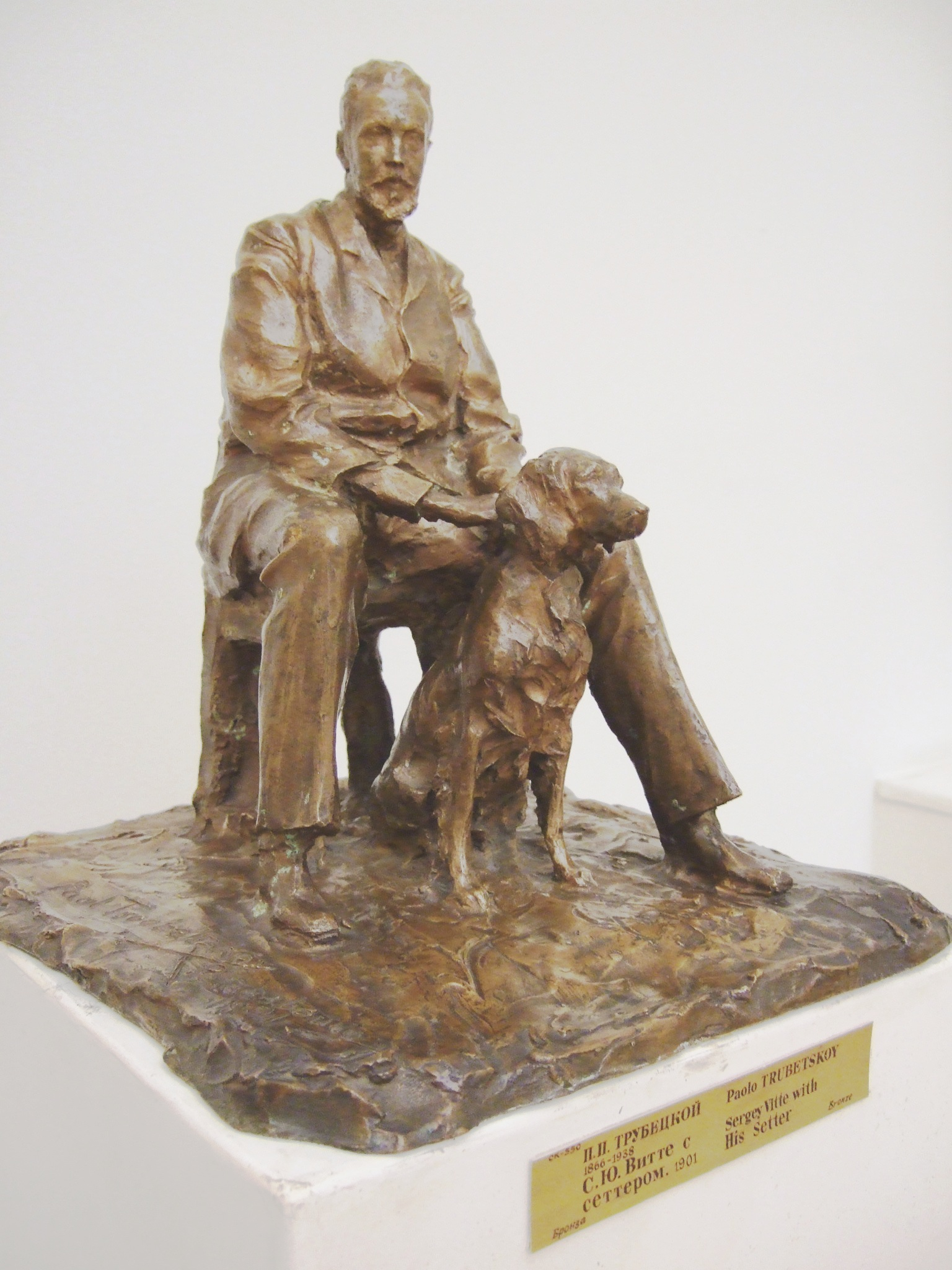
Serge Witte avec son setter (1901), Saint-Pétersbourg, musée Russe.
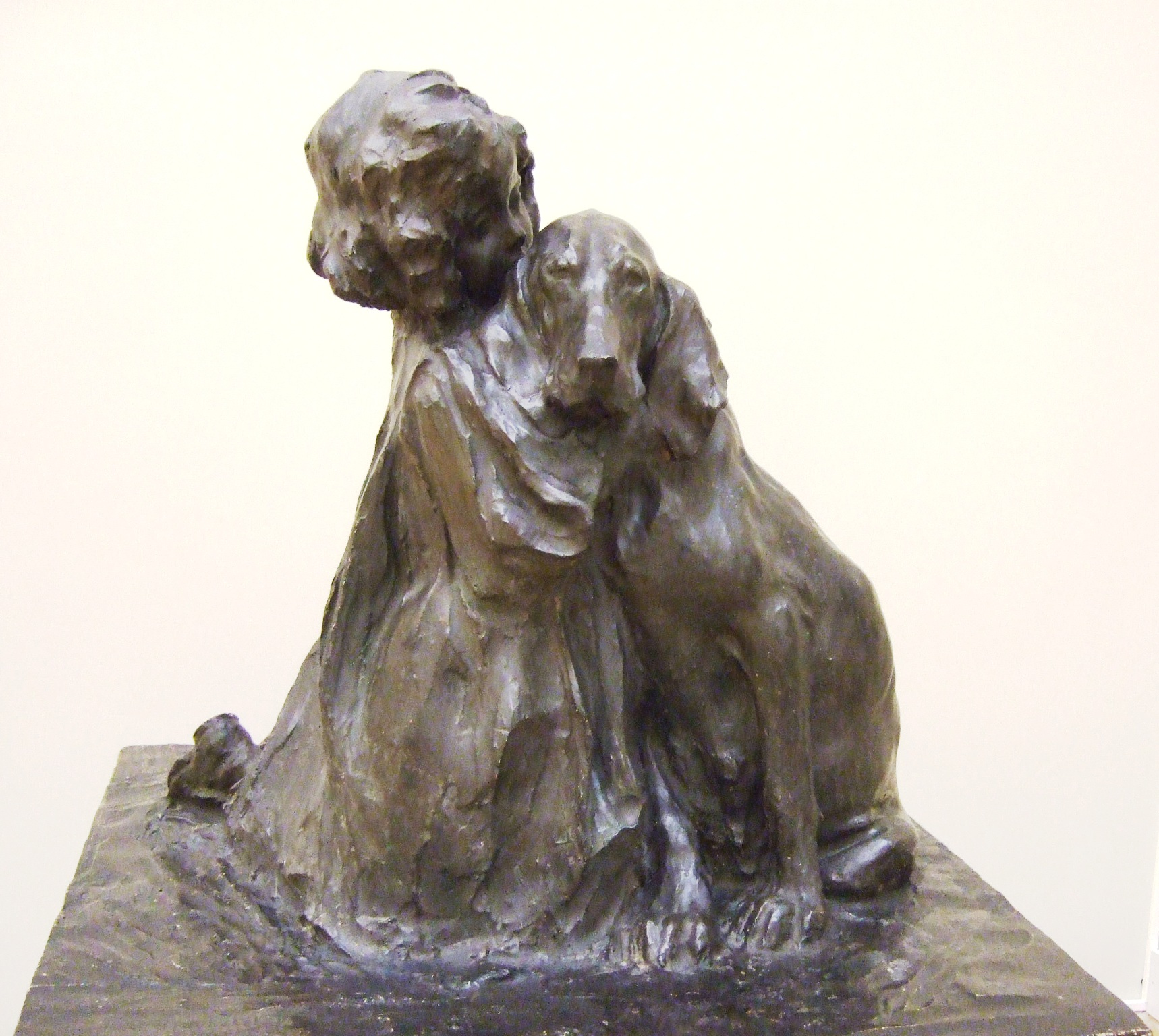
Les Amis (1901), Saint-Pétersbourg, musée Russe.